# Bill McKinney
William "Bill" McKinney (12 de septiembre de 1931 - 1 de diciembre de 2011) fue un actor y cantante estadounidense. 

## Biografía
Bill McKinney nació en Chattanooga, Tennessee. Tuvo una vida muy movida durante su niñez, ya que debió mudarse durante ese tiempo 12 veces. Entró a la edad de diecinueve años en la Marina de los Estados Unidos y sirvió durante la guerra de Corea dos años en un dragaminas. Durante ese tiempo tomó la decisión de ser actor si sobrevivía a la guerra. En cuanto hubo finalizado el servicio militar, hizo honor a su decisión y a partir de 1957 estudió teatro en el Pasadena Playhouse. Posteriormente asistió al Actors Studio de Lee Strasberg. 
En 1967, debutó en el cine con la película de terror She Freak. Después apareció como invitado en series de televisión como Mi bella genio y McCloud. En 1972 participó, junto a Burt Reynolds, Jon Voight y Ned Beatty en Defensa (Deliverance) como un montañés que abusa de Bobby y es asesinado por Lewis. Fue su papel más conocido. Después participó, entre otras películas, en Junior Bonner, de Sam Peckinpah, y en The Life and Times of Judge Roy Bean, de John Huston.
En 1974 trabajó por primera vez con Clint Eastwood en Thunderbolt and Lightfoot, con el que compartiría reparto seis veces más hasta 1989 en otras seis películas, entre ellas El fuera de la ley (1976), Ruta suicida (1977) y Bronco Billy (1980). Fue la colaboración más importante en su carrera. Otros papeles que interpretó durante ese periodo fueron en The Shootist, de John Wayne, en Acorralado, de Sylvester Stallone, y en Against All Odds, junto a Jeff Bridges. En 1999 también interpretó un pequeño papel de guardia en The Green Mile, basada en la novela homónima de Stephen King. 
Además de sus actuaciones en películas, Bill McKinney fue estrella invitada en series de éxito como Columbo, Starsky & Hutch, Battlestar Galactica, Un Colt para todos los casos, El Equipo A y Las aventuras del joven Indiana Jones. También participó, aunque en menor medida, en películas para televisión como La ejecución de Stovik (1974).
Bill McKinney tuvo un hijo llamado Clint y ejerció su profesión hasta su muerte. Murió de cáncer de esófago a la edad de 80 años en un hospital cerca de su casa en Van Nuys, Los Ángeles, California, el 1 de diciembre de 2011.

## Filmografía (selección)

### Cine y televisión
- 1968: Los cinco proscritos (Firecreek)
- 1972: Defensa (Deliverance)
- 1972: The Life and Times of Judge Roy Bean
- 1972: El rey del rodeo (Junior Bonner)
- 1973: Un caso de Cleopatra Jones (Cleopatra Jones)
- 1974: Un botín de 500.000 dólares (Thunderbolt and Lightfoot)
- 1974: The Parallax View
- 1974: Columbo, episodio: "El canto del cisne" (Swan Song)
- 1975: Nevada Pass (Breakheart Pass)
- 1976: Cannonball
- 1976: El fuera de la ley (The Outlaw Josey Wales)
- 1976: El último pistolero (The Shootist)
- 1977: Ruta suicida (The Gauntlet)
- 1978: El Hombre de San Fernando (Every Which Way But Loose)
- 1980: Bronco Billy
- 1980: Any Which Way You Can
- 1981: El Monte Santa Helena - El volcán asesino (St. Helens)
- 1982: Rambo: acorralado (First Blood)
- 1984: Against All Odds
- 1988: Negocio con la Muerte (Under the Gun)
- 1989: El cádillac rosa (Pink Cadillac)
- 1990: Regreso al Futuro III (Back to the Future Part III)
- 1994: City Slickers 2 (City Slickers II: The Legend of Curly's Gold)
- 1999: La milla verde (The Green Mile)
- 2003: Looney Tunes: De nuevo en acción
- 2005: 2001 Maníacos (2001 Maniacs)
- 2007: Lucky You
- 2011: The Custom Mary